# Attaque du 9 novembre 2018 à Melbourne
Le 9 novembre 2018, à environ 16 h 20, une attaque a eu lieu à Melbourne, en Australie, sur Bourke Street, dans le quartier des affaires. L'homme a poignardé trois piétons, tuant l'un et blessant les deux autres. Lors de l'attaque, une voiture a explosé après un incendie. La police de Victoria a tiré dans la poitrine de l'assaillant. Il a été hospitalisé mais meurt à l'hôpital.

## Enquête
« La police a retrouvé des bouteilles de gaz dans le véhicule du suspect. La police dit privilégier la piste terroriste » .
Le groupe État islamique a revendiqué l'attaque .

## Le meurtrier
L’agresseur se nomme Hassan Khalif Shire Ali. Il est membre de la communauté somalienne, était connu de la police et des services de renseignement fédéraux.
Ian McCartney, responsable national de la lutte contre le terrorisme par intérim de la police fédérale australienne, a déclaré que le passeport de Hassan Khalif Shire Ali avait été annulé en 2015 quand l'Australian Security Intelligence Organisation (ASIO) pensait qu'il prévoyait de se rendre en Syrie pour se battre pour le groupe État islamique, mais il n'a jamais été visé par des enquêtes conjointes de la task force antiterroriste car ils ne pensaient pas qu’il constituait une menace,.
Ali Khalif Shire Ali, son jeune frère de 21 ans, avait déjà été arrêté en novembre 2017 pour avoir planifié un massacre de masse lors de la célébration du Nouvel An à Melbourne,.